# Hiệp ước
Hiệp ước là một thỏa thuận theo luật quốc tế được đưa vào bởi các tác nhân trong luật quốc tế, cụ thể là các quốc gia có chủ quyền và các tổ chức quốc tế. Một hiệp ước cũng có thể được biết đến như một thỏa thuận, giao thức, giao ước, hiệp ước, hoặc trao đổi thư, quốc tế (trong số các điều khoản khác). Bất kể thuật ngữ, tất cả các hình thức thỏa thuận này, theo luật pháp quốc tế, đều được coi là hiệp ước và các quy tắc đều giống nhau.
Các điều ước có thể được so sánh lỏng lẻo với các hợp đồng: cả hai ví dụ về các bên sẵn sàng chấp nhận các nghĩa vụ giữa họ và bất kỳ bên nào không tuân theo nghĩa vụ của họ có thể chịu trách nhiệm pháp lý quốc tế.

## Sử dụng hiện đại
Hiệp ước là một thỏa thuận chính thức, rõ ràng bằng văn bản mà các quốc gia sử dụng để ràng buộc về mặt pháp lý. Hiệp ước là tài liệu chính thức thể hiện sự đồng ý đó bằng lời; và nó cũng là kết quả khách quan của một nghi thức lễ mà thừa nhận các bên và các mối quan hệ được xác định của họ.

## Hình thức hiện đại
Kể từ cuối thế kỷ 19, hầu hết các hiệp ước đã tuân theo một định dạng khá nhất quán. Một hiệp ước thường bắt đầu với phần mở đầu mô tả các Bên ký kết cao và mục tiêu chung của họ trong việc thực hiện hiệp ước, cũng như tóm tắt bất kỳ sự kiện cơ bản nào (như hậu quả của một cuộc chiến trong trường hợp hòa ước). Các phần mở đầu hiện đại đôi khi được cấu trúc như một câu rất dài được định dạng thành nhiều đoạn để dễ đọc, trong đó mỗi đoạn bắt đầu bằng danh động từ (mong muốn, nhận ra, sau khi đã, vv).